# Ernesto Revé
Ernesto Revé Serrano (Guantánamo, 12 febbraio 1992) è un triplista cubano.

## Palmarès
| Anno | Manifestazione      | Sede           | Evento       | Risultato | Prestazione | Note |
| ---- | ------------------- | -------------- | ------------ | --------- | ----------- | ---- |
| 2009 | Mondiali allievi    | Bressanone     | Salto triplo | nm        | nm          |      |
| 2010 | Mondiali juniores   | Moncton        | Salto triplo | Argento   | 16,47 m     |      |
| 2014 | Mondiali indoor     | Sopot          | Salto triplo | Argento   | 17,33 m     |      |
| 2014 | Giochi CAC          | Xalapa         | Salto triplo | Oro       | 16,94 m     |      |
| 2015 | Giochi panamericani | Toronto        | Salto triplo | Bronzo    | 16,47 m     |      |
| 2016 | Giochi olimpici     | Rio de Janeiro | Salto triplo | 14º (q)   | 16,58 m     |      |